# روجر نيكولا
روجر نيكولا (بالفرنسية: Roger Nicolas)‏ (و. 1919 – 1977 م) هو ممثل، من فرنسا، ولد في تول، توفي عن عمر يناهز 58 عاماً.

## وصلات خارجية
- روجر نيكولا على موقع IMDb (الإنجليزية)
- روجر نيكولا على موقع ألو سيني (الفرنسية)
- روجر نيكولا على موقع ميوزك برينز (الإنجليزية)
- روجر نيكولا على موقع ديسكوغز (الإنجليزية)
- روجر نيكولا على موقع قاعدة بيانات الفيلم (الإنجليزية)
- روجر نيكولا على موقع كينوبويسك (الروسية)